# Koncový spínač

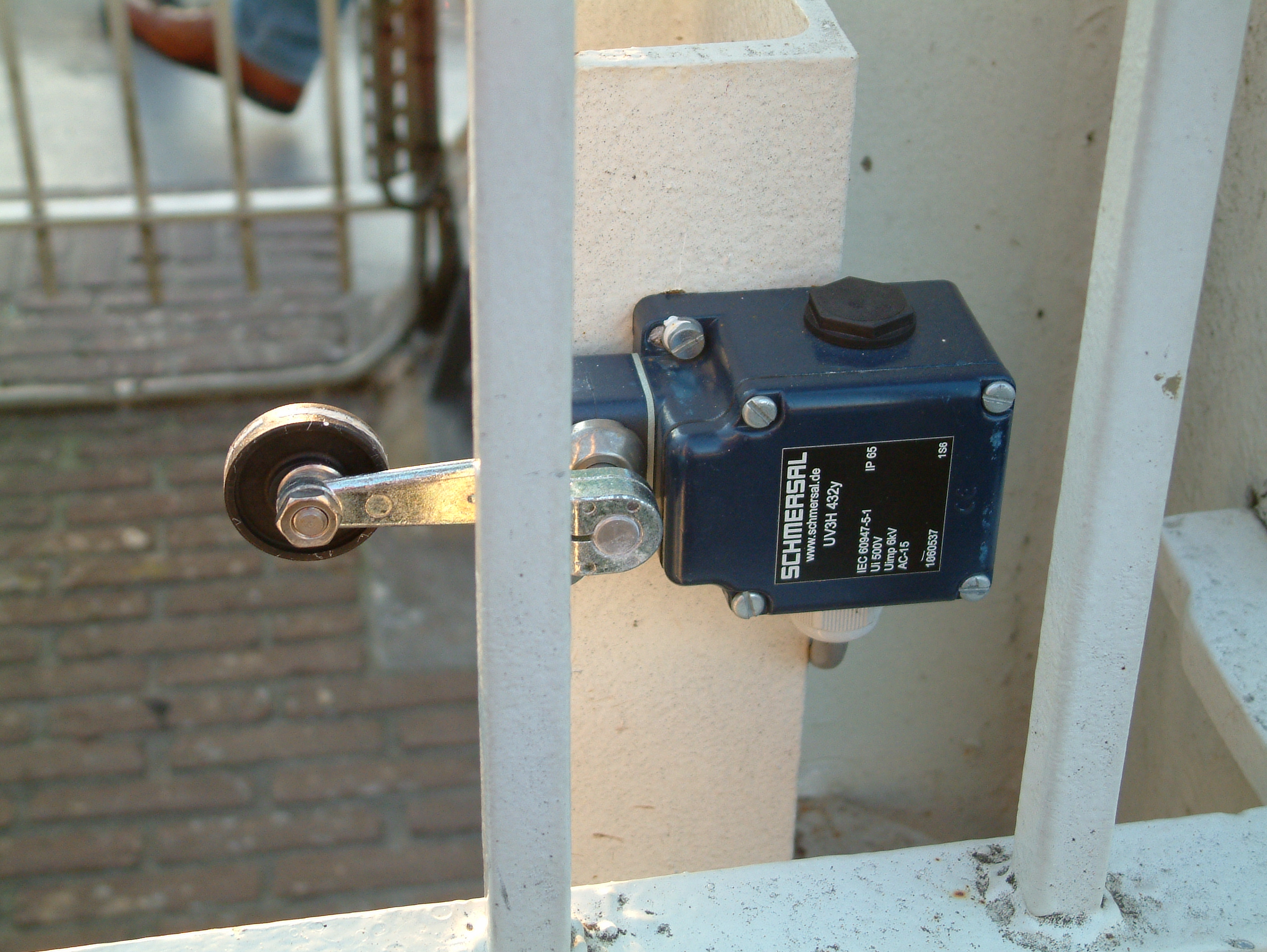
Koncový spínač s pákou a válečkem; páka mění mechanicky polohu a spíná nebo rozepíná kontakty elektrického obvodu

Koncový spínač, hovorově označovaný jako koncák, je zařízení používané v elektrotechnice, které slouží ke spínání a rozepínání elektrických obvodů v koncových polohách různých zařízení a pracuje tak jako snímací senzor. Koncové spínače jsou podle provedení vybaveny pákami s kladkou, třmenovými pákami, plunžry, bezpečnostními spínači nebo dalšími mechanickými komponentami, které po změně polohy rozepínají obvody. Kromě mechanických koncových spínačů existují také magnetické koncové spínače, které pracují na principu změny magnetického pole a vzniku magnetické indukce.

## Princip činnosti
Mechanické koncové spínače pracují na principu změny polohy zařízení v koncové poloze. Tyto spínače sestávají z mechanické části a elektrické části, která je tvořena spínacími kontakty. Mechanická část koncového spínače (například páka s kladkou) při změně vlastní polohy rozepne kontakty elektrického obvodu. Podle způsobu využití pak takový koncový spínač při rozepnutí může například zablokovat pohyb dveří nebo rozsvítit světlo uvnitř rozvaděčové skříně. Koncové spínače také mohou indikovat například pohyb, umístění přítomnost nebo nepřítomnost zařízení v určité poloze.
Koncové spínače mají využití ve spoustě aplikací, především pak v automatizační a regulační technice. Vyznačují se odolností, snadnou instalací a spolehlivostí při provozu. Ačkoliv lze koncové obvody využít přímo jako regulační člen, v praxi bývají častěji připojeny prostřednictvím ovládacích relé, stykačů silových obvodů nebo jako vstup programovatelného logického automatu.